# Rolls-Royce Turboméca Adour

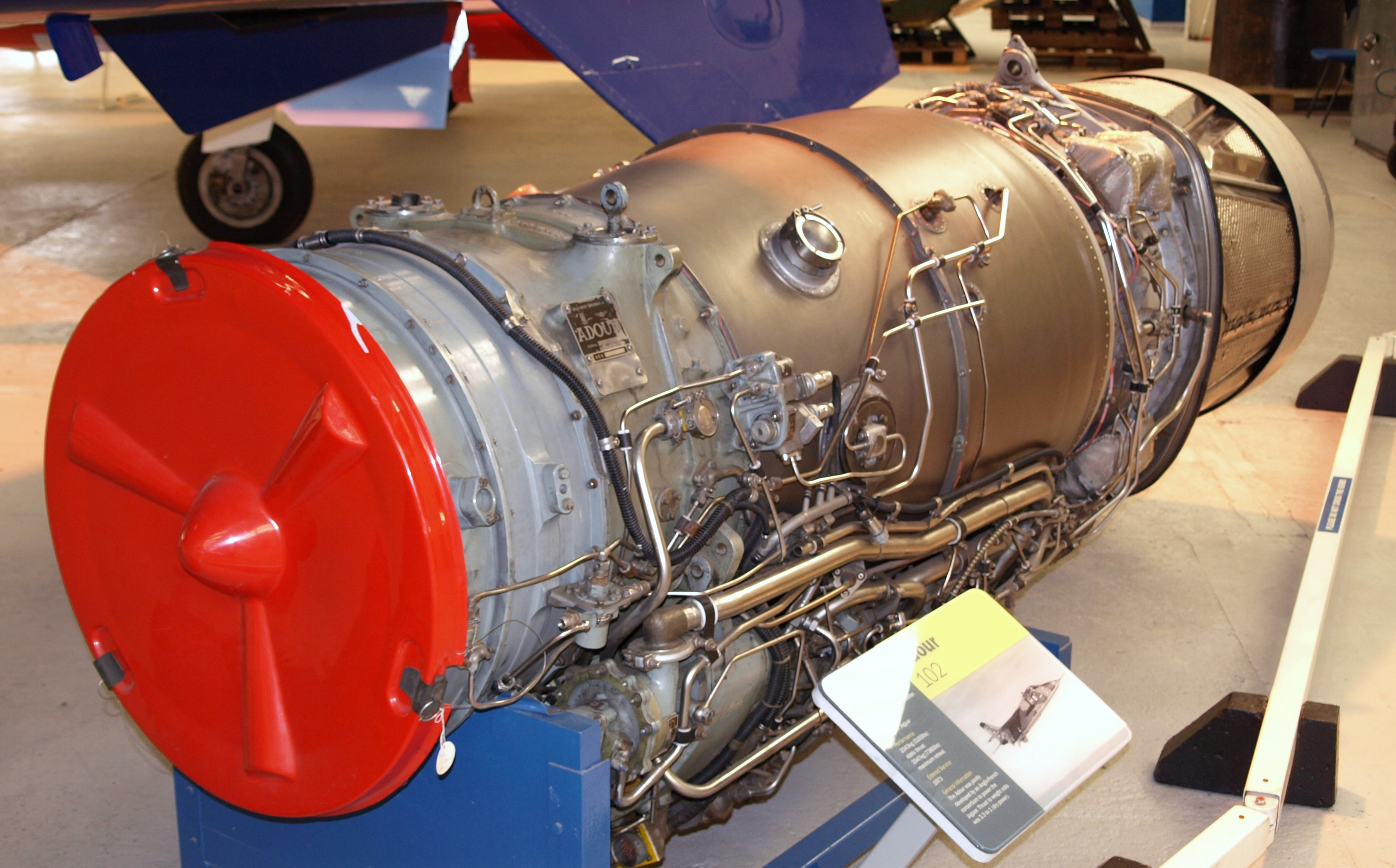
Adour Mk 102 im Royal Air Force Museum Cosford

Das Rolls-Royce Turbomeca Adour ist ein Zweiwellen-Turbofan-Triebwerk das von der Rolls-Royce Turbomeca Lmt., einer gemeinsamen Tochtergesellschaft von Rolls-Royce (Großbritannien) und Turboméca (Frankreich), entwickelt wurde. Es ist nach dem Fluss Adour im Südwesten Frankreichs benannt.

## Geschichte
Das Adour wurde in erster Linie für den Jagdbomber SEPECAT Jaguar entwickelt. Die ersten erfolgreichen Tests erfolgten im Jahr 1968. Es wird in verschiedenen Versionen mit oder ohne Nachbrenner produziert.
Bis zum Juli 2009 wurden mehr als 2.800 Triebwerke dieses Typs gebaut und an über 20 verschiedene Streitkräfte ausgeliefert. Im Dezember 2009 erreichte es insgesamt 7.000.000 Flugstunden. Das US-Militär setzt das Triebwerk im T-45 Goshawk unter der Bezeichnung F405-RR-401 ein.

## Versionen

### Prototypen
- Zehn Stück wurden für den Test bei Rolls-Royce und Turbomeca gebaut.[4]
- 25 Stück für die Jaguar-Prototypen

### Mit Nachbrenner
- Adour Mk 101 – Erste Produktionsvariante für den Jaguar, 40 gebaut.[4]
- Adour Mk 102 – Zweite Produktionsvariante mit Nachbrenner
- Adour Mk 104
- Adour Mk 106 – Ersatz für das Mk104 Triebwerk im Jaguar GR3 (entwickelt aus dem Adour 871) mit Nachbrenner.
- Adour Mk 801 – Version für die Mitsubishi F-1 & T-2 (JASDF)
- TF40-IHI-801A – Von Ishikawajima-Harima in Lizenz gebaute Version des MK 801 für die Mitsubishi F-1 & T-2 (JASDF)
- Adour Mk 804 – Von HAL in Lizenz gebaute Version für die Phase 2 Jaguare der Indian Air Force
- Adour Mk 811 – Von HAL in Lizenz gebaute Version für die Phase 2 bis 6 Jaguare der Indian Air Force
- Adour Mk 821 – In der Entwicklung befindliches Triebwerks Upgrade der Mk804 und Mk811 für die Jaguar Flugzeuge der Indian Air Force.

### Ohne Nachbrenner
- Adour Mk 151[4]
- Adour Mk 151A – Von den Red Arrows modifizierte Version mit Rauch-Generatoren.
- Adour Mk 851
- Adour Mk 861
- Adour Mk 871
- F405-RR-401 – Ähnliche Konfiguration wie Mk 871, für die US Navy T-45 Habicht.
- Adour Mk 951 – Für die neuesten Versionen der BAE Hawk sowie die BAE Taranis und Dassault nEUROn UCAV entwickeltes Triebwerk. Es ist eine grundlegende Weiterentwicklung des Adour Mk 106, mit erhöhter Leistung (29 kN Schub) und bis zu doppelter Lebensdauer gegenüber dem Mk 871. Es verfügt über einen komplett neuen Fan und neue Brennkammer, überarbeiteten Hoch- und Niederdruck-Turbinen und FADEC. Die Zulassung erfolgte im Jahr 2005.[5]
- F405-RR-402 – Upgrade des F405-RR-401 unter Einbeziehung Mk 951-Technologie, Zulassung 2008. Erwarteter Einsatz ab 2012.

## Verwendung
- Aermacchi MB-338 (nicht gebaut)
- BAE Hawk
- BAE Taranis (UCAV Technologie-Demonstrator)
- Dassault Neuron (UCAV Technologie-Demonstrator)
- T-45 Goshawk
- SEPECAT Jaguar
- Mitsubishi F-1
- Mitsubishi T-2

## Daten
| Kenngröße                 | Adour Mk 106                                                   | Adour Mk 951                                                   |
| ------------------------- | -------------------------------------------------------------- | -------------------------------------------------------------- |
| Typ                       | Turbofan-Strahltriebwerk                                       | Turbofan-Strahltriebwerk                                       |
| Verdichter                | zweistufiger Niederdruck- und fünfstufiger Hochdruckverdichter | zweistufiger Niederdruck- und fünfstufiger Hochdruckverdichter |
| Brennkammer               | kurze Ringbrennkammer                                          | kurze Ringbrennkammer                                          |
| Turbine                   | jeweils einstufige Niederdruck- und Hochdruckturbine           | jeweils einstufige Niederdruck- und Hochdruckturbine           |
| Länge                     | 2,90 m                                                         | 1,96 m                                                         |
| Fan-Durchmesser           | 0,57 m                                                         | 0,58 m                                                         |
| Trockengewicht            | 809 kg                                                         | 610 kg                                                         |
| Gesamtdruckverhältnis     | 10,4                                                           | 12,2                                                           |
| Nebenstromverhältnis      | 0,8                                                            | 0,8                                                            |
| Maximal Schub             | 27,0 kN ohne / 37,5 kN mit Nachbrenner                         | 28,9 kN                                                        |
| Schub-Gewichts-Verhältnis | 4,725:1                                                        |                                                                |